# Francesc Peralta i Acero
Francesc Peralta i Acero (Barcelona, 28 de setembre de 1919 - El Prat de Llobregat, 10 de maig de 1991) fou un futbolista català de la dècada de 1940.

## Trajectòria
Jugava a la posició de davanter centre. De família aragonesa, va néixer a Barcelona, al Districte de Sant Martí. Pratenc d'adopció, començà la seva carrera a l'UD Prat.
Més tard jugà al Club Unión Juventud-Español de Melilla, on realitzà el servei militar, i a partir de 1942 al CD Málaga. L'any 1945 fitxà pel FC Barcelona, però el desembre del mateix any fou cedit al Gimnàstic de Tarragona. El mes de març següent fou reclamat de nou pel Barcelona, per a substituir Marià Martín, qui s'havia lesionat. Retornà al Gimnàstic el 1946, on jugà dures temporades, la segona de les quals a primera divisió, temporada en la qual jugà 22 partits de lliga en els quals marcà 20 gols. Entre 1948 i 1950 jugà al Reial Valladolid. També jugà a la UE Sant Andreu, al CE Europa i al CE Manresa.
Jugà un partit pro Mutual Esportiva amb la selecció catalana el 21 de març de 1948 en el qual marcà dos gols.

## Palmarès
- Copa d'Or Argentina:
  - 1945-46